# خديجة سلطان (ابنة مصطفى الثالث)
الأميرة خديجة سلطان (بالتركية الحديثة: Hatice Sultan) ـ (15 يونيو 1766 ـ 17 يوليو 1822) هي ابنة السلطان العثماني مصطفى الثالث، وأخت السلطان سليم الثالث، الذي كانت مقربة منه ولعبت دورًا هامًا أثناء حكمه. تزوجت في سنة 1787 من محافظ خوتين نقيب زاده سيد أحمد باشا.